# Self-amplified spontaneous emission
Self-amplified spontaneous emission (SASE) ist eine Betriebsart von Freie-Elektronen-Lasern, die dem Superstrahler bei Lasern entspricht.

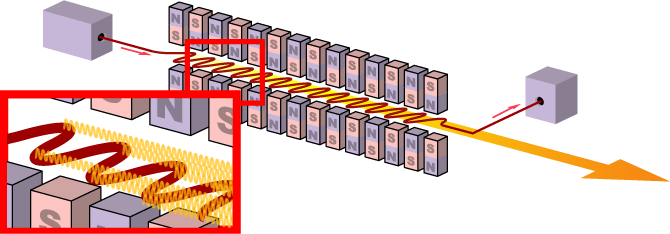
Funktionsprinzip eines SASE Freie-Elektronen-Lasers. Der Elektronenstrahl wird in einem Teilchenbeschleuniger erzeugt und durchläuft den planaren Undulator auf einer periodischen Bahn (rot). Die am Anfang des Undulators generierte Synchrotronstrahlung initiiert den Verstärkungsprozess, durch den der Röntgenstrahl (orange) erzeugt wird.

Ein ultrarelativistisches, hochqualitatives Elektronenpaket, d. h. mit einem hohen Spitzenstrom, einer niedrigen Emittanz und einer kleinen Energieunschärfe wird in einen Undulator eingeschossen. Am Anfang des Undulators emittiert das Elektronenpaket spontane Undulatorstrahlung, die den exponentiellen Verstärkungsprozess im Freie-Elektronen-Laser initiiert.
Die Eigenschaften der den FEL verlassenden Photonenpulse werden von diesem Start aus dem Rauschen, d. h. der spontanen Undulatorstrahlung, bestimmt und sind entsprechend Fluktuationen unterworfen. Typischerweise weist das Spektrum mehrere Peaks auf und die longitudinale Kohärenz der Photonenpulse ist beschränkt.
Aufgrund dieser nachteiligen Eigenschaften werden weltweit von den Betreibern von Freie-Elektronen-Lasern (u. a. DESY, SLAC, Elettra Sincrotrone Trieste) Forschungsanstrengungen unternommen.
In Wellenlängenbereichen, für die Spiegel verfügbar sind, kann der Freie-Elektronen-Laser in einer Resonatorkonfiguration betrieben werden.
Alternativ kann der Verstärkungsprozess mit Hilfe einer externen Strahlungsquelle initiiert bzw. verstetigt werden (sog. Seeding). Seeding mit den Harmonischen einer abstimmbaren Ultraviolett-Quelle (frequenzvervielfachter OPO) wurde am Freie-Elektronen-Laser FERMI@Elettra (in Triest) für Wellenlängen bis unter 4 nm gezeigt.
Des Weiteren kann die Strahlung eines ersten Freien-Elektronen-Lasers monochromatisiert werden und dann den Verstärkungsprozess in einem weiteren Freie-Elektronen-Laser anregen Dieses sog. „self-seeding“ wurde bei der Linac Coherent Light Source (LCLS; Röntgenlaserquelle am SLAC in Stanford) im Photonenenergiebereich von 500 bis 1000 eV und 8–9 keV demonstriert.